# Předsednictvo Bosny a Hercegoviny
Předsednictvo Bosny a Hercegoviny či Prezidium Bosny a Hercegoviny (bosensky/srbsky/chorvatsky Predsjedništvo Bosne i Hercegovine) je kolektivní hlavou Bosny a Hercegoviny a nejvyšší státní institucí. Je tvořeno zástupci tří konstitutivních národností, Bosňáků, Chorvatů a Srbů. Jeho členové jsou voleni v přímých volbách na volební období 4 let.

## Historie
Historická tradice Předsednictva Bosny a Hercegoviny sahá do období socialistické Jugoslávie, kdy takto – formou kolektivní hlavy státu – byly od sedmdesátých let řízeny všechny svazové republiky, autonomní oblasti a po smrti Tita i samotná federace.
Předsednictvo Socialistické republiky Bosny a Hercegoviny mělo devět členů, po prvních svobodných volbách v prosinci 1990 sedm: dva Bosňáky, dva Chorvaty, dva Srby a jednoho delegáta, který zastupoval zbývající národy (konstitutivní v jedné z republik federace) a národnosti (dobovým jazykem etnické menšiny) Bosny a Hercegoviny.

## Současnost

### Pravomoci

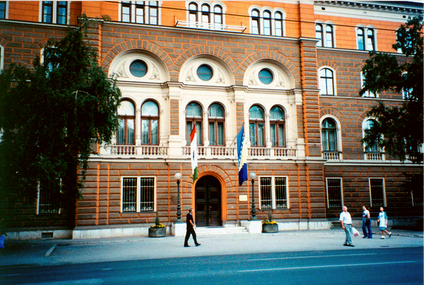
Sídlo Předsednictva Bosny a Hercegoviny v Sarajevu.

Daytonskou ústavou z roku 1995 bylo v Bosně a Hercegovině zřízeno Předsednictvo Bosny a Hercegoviny fungující jako hlava státu a současně hlava vlády. Předsednictvo se skládá ze tří členů – po jednom z řad Bosňáků, Srbů a Chorvatů. Ústava dává předsednictvu tyto práva a povinnosti:
- Vedení zahraniční politiky Bosny a Hercegoviny.
- Jmenování velvyslanců a dalších mezinárodních zástupců Bosny a Hercegoviny.
- Reprezentaci Bosny a Hercegoviny v mezinárodních a evropských organizacích a institucích a usilování o členství v těchto organizacích a institucích, jichž Bosna a Hercegovina není členem.
- Vyjednávání, vypovídání a po souhlasu Parlamentního shromáždění ratifikaci mezinárodních smluv.
- Provádění rozhodnutí Parlamentního shromáždění.
- Předkládání návrhu ročního rozpočtu Parlamentnímu shromáždění na doporučení Rady ministrů.
- Podávání zpráv Parlamentnímu shromáždění o výdajích předsednictva nejméně jednou ročně,
- Koordinaci spolupráce s mezinárodními a nevládními organizacemi v Bosně a Hercegovině.
- Plnění dalších funkcí, které mohou být nezbytné k vykonávání jeho povinností, které mu mohou být svěřeny Parlamentní shromážděním.

Rozhodnutí Předsednictva BaH jsou přijímána většinou hlasů, tedy konsensem všech tří členů nebo poměrem dva ku jednomu. Ve druhém případě se však přehlasovaný člen Předsednictva BaH může obrátit na parlament své entity (tedy FBiH nebo RS), aby bylo posouzeno, zda nebyl poškozen „životní zájem entity“. Pokud příslušný parlament konstatuje, že se tak stalo, rozhodnutí nevstupuje v platnost. Ve volebním období 2006–2010 tuto možnost několikrát využili srbský zástupce Nebojša Radmanović i Haris Silajdžić zvolený z řad bosňáckého národa, který však v jednom případě podporu pro své veto nedostal.

### Volby
Členové Předsednictva jsou voleni v přímých volbách odděleně ve dvou entitách, z nichž se Bosna a Hercegovina skládá – ve Federaci BaH (FBiH) se volí bosňácký a chorvatský člen a v Republice srbské (RS) zástupce Srbů. Kandidáti pro jednotlivé pozice se ucházejí o funkce na samostatných etnických kandidátkách, což omezuje možnost kandidatury pro občany, kteří se neidentifikují s jednou z těchto tří etnických skupin. V RS jsou na volebním lístku uvedeni pouze srbští kandidáti a vítěz je určen prostou většinou hlasů. V FBiH jsou bosňáčtí a chorvatští kandidáti uvedeni na stejném volebním lístku, ale jsou rozděleni do dvou samostatných etnických seznamů. Voliči mají jeden hlas a vítěz v každém seznamu je určen prostou většinou hlasů.
Způsob volby Předsednictva BaH je terčem časté kritiky z pozic obrany lidských práv, protože není umožněno stát se členem Předsednictva BaH komukoli, kdo se hlásí k jiné národnosti než k uvedeným třem největším. Kromě toho, při posledních dvou volbách vzniklo v zemi napětí kvůli opakovanému zvolení Željka Komšiće na místo chorvatského člena Předsednictva BaH. Komšić byl totiž členem Sociálně demokratické strany (SDP), opírající se zejména o podporu Bosňáků, a také z počtu hlasů je zřejmé, že byl zvolen převážně hlasy levicově orientovaných Bosňáků.

## Předsedové Předsednictva Bosny a Hercegoviny
Od roku 1998 se jednotliví členové Předsednictva po osmi měsících střídají ve funkci předsedy.
- Předsedové Předsednictva Bosny a Hercegoviny
  - Alija Izetbegović (1996–1998)
  - Živko Radišić (1998–1999)
  - Ante Jelavić (1999–2000)
  - Alija Izetbegović (2000)
  - Živko Radišić (2000–2001)
  - Jozo Križanović (2001–2002)
  - Beriz Belkić (2002)
  - Mirko Šarović (2002–2003)
  - Dragan Čović (2003)
  - Borislav Paravac (2003)
  - Dragan Čović (2003–2004)
  - Sulejman Tihić (2004)
  - Borislav Paravac (2004–2005)
  - Ivo Miro Jović (2005–2006)
  - Sulejman Tihić (2006)
  - Nebojša Radmanović (2006–2007)
  - Željko Komšić (2007–2008)
  - Haris Silajdžić (2008)
  - Nebojša Radmanović (2008–2009)
  - Željko Komšić (červenec 2009 – březen 2010)
  - Haris Silajdžić (březen 2010 – listopad 2010)
  - Nebojša Radmanović (listopad 2010 – červenec 2011)
  - Željko Komšić (červenec 2011 – březen 2012)
  - Bakir Izetbegović (březen 2012 – listopad 2012)
  - Nebojša Radmanović (listopad 2012 – červenec 2013)
  - Željko Komšić (červenec 2013 – březen 2014)
  - Bakir Izetbegović (březen 2014 – listopad 2014)
  - Mladen Ivanić (listopad 2014 – červenec 2015)
  - Dragan Čović (červenec 2015 – březen 2016)
  - Bakir Izetbegović (březen 2016 – listopad 2016)
  - Mladen Ivanić (listopad 2016 – červenec 2017)
  - Dragan Čović (červenec 2017 – dosud)

## Členové Předsednictva Bosny a Hercegoviny
- Členové Předsednictva Bosny a Hercegoviny (Sestava z voleb 1990)[2]
  - Fikret Abdić za Muslimy/Bosňáky
  - Alija Izetbegović za Muslimy/Bosňáky
  - Nikola Koljević za Srby
  - Biljana Plavšićová za Srby
  - Stjepan Kljuić za Chorvaty
  - Franjo Boras za Chorvaty
  - Ejup Ganić za ostatní, ale de facto Muslim/Bosňák
- Členové válečného Předsednictva Bosny a Hercegoviny
  - Alija Izetbegović za Bosňáky, předseda
  - Nijaz Duraković za Bosňáky
  - Ejup Ganić za Jugoslávce
  - Ivo Komšić za Chorvaty
  - Stjepan Kljujić za Chorvaty
  - Mirko Pejanović za Srby
  - Tatjana Ljujić-Mijatović za Srby
- Členové Předsednictva Bosny a Hercegoviny (1996–1998)[12]
  - Alija Izetbegović za Bosňáky (1996–1998)
  - Momčilo Krajišnik za Srby (1996–1998)
  - Krešimir Zubak za Chorvaty (1996–1998)
- Členové Předsednictva Bosny a Hercegoviny (1998–2002)[12]
  - Alija Izetbegović za Bosňáky (1998–2000), ze zdravotních důvodů rezignoval, nahradil jej parlamentem zvolený Halid Genjac (2000), nahradil jej parlamentem zvolený Beriz Belkić (2001–2002)
  - Živko Radišić za Srby (1998–2002)
  - Ante Jelavić za Chorvaty (1998–2001), odvolán vysokým představitelem Petritschem, nahradil jej parlamentem zvolený Jozo Križanović za Chorvaty (2001–2002)
- Členové Předsednictva Bosny a Hercegoviny (2002–2006)[12]
  - Dragan Čović za Chorvaty (2002–2005), odvolán vysokým představitelem Ashdownem, nahradil jej parlamentem zvolený Ivo Miro Jović (2005–2006)
  - Mirko Šarović za Srby (2002–2003), rezignoval, nahradil jej parlamentem zvolený Borislav Paravac (2003–2006)
  - Sulejman Tihić za Bosňáky (2002–2006)
- Členové Předsednictva Bosny a Hercegoviny (2006–2010)[12]
  - Nebojša Radmanović za Srby (od 2006)
  - Željko Komšić za Chorvaty (od 2006)
  - Haris Silajdžić za Bosňáky (od 2006)
- Členové Předsednictva Bosny a Hercegoviny (od 2010)[13]
  - Nebojša Radmanović za Srby (od 2010)
  - Željko Komšić za Chorvaty (od 2010)
  - Bakir Izetbegović za Bosňáky (od 2010)
- Členové Předsednictva Bosny a Hercegoviny (od 2014)
  - Mladen Ivanić za Srby (od 2014)
  - Dragan Čović za Chorvaty (od 2014)
  - Bakir Izetbegović za Bosňáky (od 2014)
- Členové Předsednictva Bosny a Hercegoviny (od 2018)
  - Milorad Dodik za Srby (od 2018)
  - Željko Komšić za Chorvaty (od 2018)
  - Šefik Džaferović za Bosňáky (od 2018)
- Členové Předsednictva Bosny a Hercegoviny (od 2022)
  - Željka Cvijanović za Srby (od 2022)
  - Željko Komšić za Chorvaty (od 2022)
  - Denis Bećirović za Bosňáky (od 2022)